# Matlul Avinadav
Matlul Avinadav (hebreiska: מתלול אבינדב) är en klint i Israel.   Den ligger i distriktet Norra distriktet, i den nordöstra delen av landet. Matlul Avinadav ligger 350 meter över havet.
Terrängen runt Matlul Avinadav är kuperad västerut, men österut är den platt. Matlul Avinadav ligger uppe på en höjd. Runt Matlul Avinadav är det ganska tätbefolkat, med 179 invånare per kvadratkilometer. Närmaste större samhälle är Bet She'an, 6,8 km nordost om Matlul Avinadav. Trakten runt Matlul Avinadav består till största delen av jordbruksmark.